# 克拉夏蒂奇

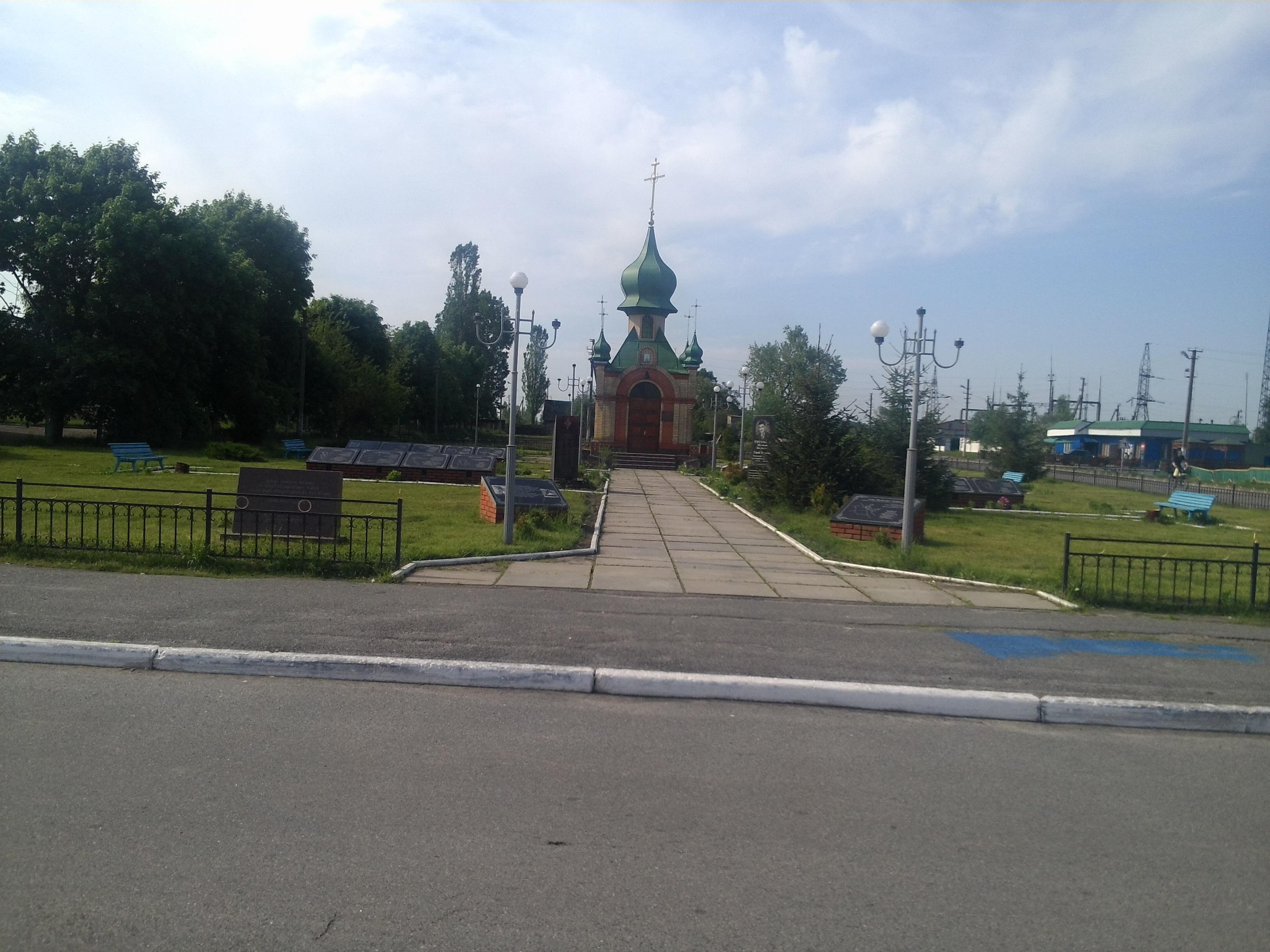
纪念馆

克拉夏蒂奇（羅馬化：Krasiatychi）是烏克蘭北部基辅州維什霍羅德區波利斯克市镇内的鎮及行政中心。亦曾為波利斯克区被撤消前的行政中心。該村面積7平方公里，2013年人口659，人口密度每平方公里94.1人。
51°4′N 29°38′E / 51.067°N 29.633°E